# سيلفستر جوردن
سيلفستر جوردن (بالألمانية: Sylvester Jordan)‏ هو محامي وسياسي ألماني، ولد في 30 ديسمبر 1792 في النمسا، وتوفي في 15 أبريل 1861 في كاسل في ألمانيا. انتخب عضو برلمان فرانكفورت.